# Delgamma pangonia
Delgamma pangonia är en fjärilsart som beskrevs av Achille Guenée 1852. Delgamma pangonia ingår i släktet Delgamma och familjen nattflyn. Inga underarter finns listade i Catalogue of Life.